# Johnathan Aitken
Johnathan Aitken, född 24 maj 1978 i Edmonton, Alberta, är en kanadensisk före detta professionell ishockeyspelare (back).
Han har bl.a. spelat för NHL-klubbarna Boston Bruins och Chicago Blackhawks under sin karriär.